# Chinesisch-türkische Beziehungen
Die Chinesisch-türkischen Beziehungen sind das zwischenstaatliche Verhältnis zwischen der Volksrepublik China und der Republik Türkei. Die kulturellen Kontakte zwischen beiden Gesellschaften lassen sich weit zurückverfolgen. So interagierten verschiedene Turkvölker über Jahrhunderte mit dem Kaiserreich China und auch das Osmanische Reich unterhielt Kontakte nach China. Nachdem die Türkei 1926 diplomatische Beziehungen mit der Republik China aufgenommen hatte, erkannte das Land schließlich 1971 die Volksrepublik China diplomatisch an und brach die Beziehungen mit der Republik China ab. Seitdem verfolgt die Türkei eine Ein-China-Politik. Mit der Volksrepublik hat die Türkei eine pragmatische Kooperation aufgebaut, und die VR China ist für die Türkei ein wichtiger Handelspartner. Sie ist auch Mitglied der von China gegründeten Asiatischen Infrastrukturinvestmentbank geworden und der Neuen Seidenstraße beigetreten. In einem anhaltenden Balanceakt zwischen Ost und West ist die Türkei auch ein „Dialogpartner“ in der Shanghaier Organisation für Zusammenarbeit und hat außerdem ihr Interesse an eine Mitgliedschaft in den BRICS verkündet. Ein Streitpunkt zwischen beiden Ländern ist allerdings die Verfolgung und Umerziehung der Uiguren in China, welche zu den Turkvölkern gehören.

## Geschichte

### Vorgeschichte
Im historischen Rückblick umfassten die Beziehungen der Chinesen zu den nomadischen Turkstämmen viele verschiedene Facetten, die sich auf ihre Beziehungen auswirkten, obwohl das Verhältnis in den meisten zeitgenössischen Quellen in einem negativen Licht beschrieben wurde. Dies war auf Kriege zwischen den chinesischen Dynastien gegen verschiedene Turkvölker zurückzuführen, die mit dem Han-Xiongnu-Krieg im 2. Jahrhundert vor Chr. begannen, als die Xiongnu, die wahrscheinlich Vorfahren der modernen nomadischen Turk- und Mongolenstämme waren, mit der Han-Dynastie in Konflikt gerieten. Die Abwehr derartiger Nomadenvölker war auch der Anlass für den Bau der Chinesischen Mauer.
Der Konflikt zwischen Nomadenvölkern und den Chinesen verschärfte sich unter der Tang-Dynastie, als die Tang Strafexpeditionen gegen Turkvölker sowie gegen die mit dem koreanischen Goguryeo verbündeten Türken starteten. Die Tang gewannen beide Feldzüge und zerstörten mithilfe ihrer Verbündeten auch Xueyantuo und das Uigurische Khanat. Andererseits gelang es China nicht, den Widerstand der Turkvölker zu brechen und diese blieben eine anhaltende Bedrohung für die Kaiser. Während der Schlacht am Talas (751) verrieten die Türken das chinesische Kaiserreich und schlossen sich den Arabern an, wodurch die Chinesen schließlich aus Zentralasien vertrieben wurden.

### Osmanisches Reich und China
Im 16. Jahrhundert entstanden Reiseberichte sowohl von osmanischen Reisenden nach China als auch von chinesischen Reisenden in die osmanische Welt, wie dem Gelehrten und Beamten Ma Li, in denen die Reiche der jeweils anderen Seite oft als ihren eigenen sehr ähnlich dargestellt wurden. Laut zeitgenössischen chinesischen Überlieferungen lebten im 16. Jahrhundert bereits Chinesen in osmanischen Städten wie Beirut, Konya und Istanbul. Laut der offiziellen Geschichtsschreibung der Ming-Dynastie besuchten 1524 einige selbsternannte osmanische Gesandte Peking, um dem Ming-Kaiser Tribut zu zollen. Bei diesen Gesandten handelte es sich jedoch höchstwahrscheinlich nur um zentral- und westasiatische Kaufleute, die versuchten, in China Handel zu treiben, da die einzige Möglichkeit, die chinesische Grenze zu passieren, darin bestand, sich als Gesandter auszugeben. Zu diesen Händlern gehörte auch Ali Akbar Khata’i, der die Ming-Dynastie während der Herrschaft von Kaiser Zhengde besuchte. Er übermittelte später einen Reisebericht an Sultan Süleyman I. Die Chronik der Ming berichtet von mehr als einem Dutzend Gesandten zwischen 1423 und 1618. Einige dieser Missionen könnten aus Usbekistan, Moghulistan oder Kara Del gestammt haben, da die Osmanen in China (fälschlicherweise) als Herrscher über fünf Reiche bekannt waren: Turpan, Samarkand, Mekka, Rum und Hami.
Das Osmanische Reich nahm nach dem Sturz der Ming 1644 die diplomatischen Kontakte mit der Qing-Dynastie auf. Im 19. Jahrhundert erlebten beide Reiche gemeinsam einen imperialen Abstieg, als sie gegenüber den westlichen Mächten ins Hintertreffen gerieten. In seinem Jahrhundert der Demütigung wurde China von den Westmächten in Einflusssphären aufgeteilt, während das Osmanische Reich der „Kranke Mann am Bosporus“ war. Während des Boxeraufstands war der deutsche Kaiser Wilhelm II. von den chinesischen muslimischen Truppen so beunruhigt, dass er den osmanischen Kalifen Abdul Hamid II. des Osmanischen Reiches bat, einen Weg zu finden, um die muslimischen Truppen vom Kämpfen abzuhalten. Der Kalif stimmte der Bitte des Kaisers zu und sandte 1901 einen Vertreter nach China, aber der Aufstand war zu diesem Zeitpunkt bereits niedergeschlagen worden.

### Türkei und die Republik China
Die Qing-Dynastie brach 1912 zusammen und wurde durch die Republik China ersetzt. Das Osmanische Reich wurde nach dem Ende des Ersten Weltkriegs aufgelöst. Der Nachfolgestaat wurde die Republik Türkei, welche drei Jahre nach ihrer Gründung im Jahr 1926 diplomatische Beziehungen zur Republik China aufnahm. Beide Seiten unterzeichneten 1934 einen Freundschaftsvertrag, etablierten Handelsbeziehungen und tauschten Botschafter aus. Chinesische Delegationen besuchten die Türkei, die sehr interessiert an den modernisierenden Reformen von Mustafa Kemal Atatürk waren, da beide Länder sich zu diesem Zeitpunkt in einer vergleichbaren postrevolutionären Situation befanden. Türkische Regierungsbeamte empfingen auch eine chinesisch-muslimische Delegation unter Wang Zengshan, die die japanische Invasion in China anprangerte. Die Türkei verurteilte den japanischen Imperialismus in China ausdrücklich. Nach dem Ende des Chinesischen Bürgerkriegs 1949 brachen die Kontakte der Türkei mit Festlandchina ab, da die Türkei aufgrund ihrer prowestlichen Ausrichtung in der Nachkriegszeit nur die auf die Insel Taiwan evakuierte Republik China als Regierung Gesamtchinas anerkannte.

### Türkei und die Volksrepublik China
Während des Koreakriegs entsendete die Türkei 1950 eine Türkische Brigade zur Unterstützung Südkoreas. Dabei trafen türkische Soldaten in einigen Schlachten direkt auf Soldaten aus der VR China, die von Mao Zedong zur Unterstützung von Nordkorea entsandt worden waren.
Erste Kontakte zwischen der VR China wurden in den 1960er Jahren etabliert, als sich die Chinesen von der Sowjetunion abwendeten und die Türken an einer Diversifizierung ihrer außenpolitischen Kontakte interessiert waren. 1965 bot Zhou Enlai der Türkei die Aufnahme diplomatischer Beziehungen an und beide Länder etablierten in der Folgezeit Handelsbeziehungen. Am 5. August 1971 erkannte die Türkei schließlich die Volksrepublik China diplomatisch an. Beide Seiten nahmen offizielle diplomatische Beziehungen auf und tauschten Botschafter aus. Im selben Jahr war die Türkei eine von 76 Nationen, die für die Vergabe der UN-Mitgliedschaft an die Volksrepublik China stimmten.
Nach 2001 haben sich mit der Aufnahme der Volksrepublik China in die Welthandelsorganisation die chinesisch-türkischen Beziehungen deutlich intensiviert. Am 7. Oktober 2010 unterzeichneten China und die Türkei im Rahmen einer strategischen Partnerschaft acht Kooperationsabkommen, die sich unter anderem auf Handel, kulturellen und technischen Austausch sowie die Zusammenarbeit auf See beziehen. Bei der Unterzeichnungszeremonie, an der die beiden Premierminister der Länder teilnahmen, verpflichteten sich beide, den bilateralen Handel zu steigern und beim Bau von Hochgeschwindigkeitszugstrecken zu kooperieren. Die Zusammenarbeit wurde 2016 weiter intensiviert, als beide Länder zehn bilaterale Abkommen zu verschiedenen Themen unterzeichneten, darunter Kernenergie und Gesundheitspolitik. Unter der Regierung Erdogan hat sich die Türkei der Volksrepublik China politisch deutlich angenähert und ist verschiedenen globalen Initiativen der Chinesen beigetreten.

## Kontroverse um die Behandlung der Uiguren in China
Die Behandlung der Uiguren in China hat dem Ansehen Chinas in der türkischen Bevölkerung geschadet. Im Jahr 2009 bezeichnete Recep Tayyip Erdoğan die Unterdrückung der Uiguren durch die chinesische Regierung als „Völkermord“. Durch die Intensivierung der wirtschaftlichen Beziehungen mit der Volksrepublik und der zunehmenden Ausrichtung der türkischen Außenpolitik hin zu Russland und China hat sich die Position der türkischen Regierung allerdings zunehmend geändert. So hat die Türkei 2017 die Islamische Turkestan-Partei zu einer Terrororganisation erklärt. Im Mai 2020 stand ein 2017 vereinbarter Auslieferungsvertrag zwischen der Türkei und China vor einer ungewissen Ratifizierung in der Großen Nationalversammlung der Türkei. Die Aussicht auf die Ratifizierung des Auslieferungsvertrags beunruhigt uigurische Aktivisten und Menschenrechtsgruppen, die befürchten, dass das Dokument negative Auswirkungen auf 50.000 Uiguren haben könnte, die in der Türkei leben. Im Juli 2020 wurde berichtet, dass die Türkei uigurische Menschenrechtsaktivisten in Drittländer schickt, wo sie dann an China ausgeliefert werden können.
Im Juli 2019, als der türkische Präsident Erdoğan China besuchte, sagte er: „Es ist eine Tatsache, dass die Menschen aller Ethnien in Xinjiang ein glückliches Leben inmitten der Entwicklung und des Wohlstands Chinas führen.“ Erdoğan sagte auch, dass einige versuchen würden, die Xinjiang-Krise zu „missbrauchen“, um die „türkisch-chinesischen Beziehungen“ zu gefährden. Peking lud auch türkische Reporter zu einer Besichtigung der Xinjiang-Internierungslager ein. Die chinesische Propagandazeitung Global Times beschrieb die Lager als Modell für die Terrorismusbekämpfung und als „Paradies“ für die Uiguren.
Die regierende Partei AKP in der Türkei hat verschiedene Fraktionen; einige davon sind Nationalisten, die China wegen seiner Behandlung der Uiguren zur Rede stellen wollen, und andere Mitglieder, die guten Beziehungen zu China Vorrang einräumen wollen. Am 24. Mai 2023 behauptete der türkische Innenminister Süleyman Soylu während einer Sendung mit CNN Türk, dass die USA „uigurische Organisationen in der Türkei gegen China einsetzen“. Er warf den USA außerdem vor, „unsere uigurischen Brüder zu benutzen“, um „ihre Politik des Drucks auf China fortzusetzen“.
Am 5. März 2024 forderte der türkische Außenminister Hakan Fidan die chinesischen Behörden auf, die kulturellen Rechte der muslimischen Minderheit der Uiguren in der westlichen chinesischen Provinz Xinjiang zu schützen und ihnen zu erlauben, „ihre Werte zu leben“.

## Wirtschaftsbeziehungen
In den letzten Jahren hat der Handel zwischen der Türkei und China rasant zugenommen. Im Jahr 2000 überstieg das gesamte bilaterale Handelsvolumen zwischen China und der Türkei erstmals eine Milliarde US-Dollar. Bis 2021 stieg der bilaterale Handel zwischen China und der Türkei auf 35,9 Milliarden US-Dollar. 2023 war China nach Russland der zweitgrößte Importpartner der Türkei. Es lag allerdings ein großes Ungleichgewicht vor. So importiert die Türkei 2023 Waren im Wert von 45 Milliarden US-Dollar aus China, aber exportierte im Gegenzug lediglich Waren im Wert 3,3 Milliarden US-Dollar nach China.
Seit dem Beitritt der Türkei zu Chinas Neuer Seidenstraße ist das Volumen chinesischer Direktinvestitionen in der Türkei deutlich angestiegen. Zwischen 2016 und 2024 war die Türkei der zweitgrößte Kreditnehmer der von China dominierten Asiatischen Infrastrukturinvestmentbank und nahm Kredite in Höhe von 4,3 Milliarden US-Dollar in Anspruch.
Im Juni 2024 kündigte die Türkei einen Zoll von 40 Prozent auf Fahrzeugimporte aus China an, gab jedoch im Juli bekannt, dass chinesische Unternehmen, die in der Türkei investieren, von den Zöllen befreit werden. Im Jahr 2024 erklärte sich das chinesische Autounternehmen BYD bereit, eine Milliarde Dollar in den Bau einer Fabrik in der Türkei zu investieren.

## Kulturbeziehungen
China und die Türkei unterzeichneten im November 1993 ein Abkommen über kulturelle Zusammenarbeit. Die Austauschprogramme umfassen Sport, Bildung und Nachrichten. Ein wichtiger Aspekt des Kulturaustauschs ist der gegenseitige Tourismus. Die Zahl der chinesischen Touristen in der Türkei stieg von 98.000 im Jahr 2011 auf 300.000 im Jahr 2015 und auf 400.000 im Jahr 2018. Während des Besuchs von Erdoğan in China im Juli 2019 sagte der chinesische Präsident Xi Jinping, dass China türkischen Staatsangehörigen die Erteilung von chinesischen Visa erleichtern werde.
Die Kontroverse über die Behandlung der Uiguren in China hat zu Rassismus gegenüber Chinesen und anderen Ostasiaten in der Türkei geführt. Im Jahr 2015 wurde ein chinesisches Restaurant in türkischem Besitz, das von Uiguren geführt wurde, von türkischen Nationalisten angegriffen; sie griffen auch das niederländische Konsulat an, das sie mit dem russischen Konsulat verwechselten, und griffen mehrere südkoreanische Touristen an, weil sie sie für Chinesen hielten. Der ultranationalistische Politiker Devlet Bahçeli sagte dazu, dass die Angriffe der mit der seiner Partei MHP verbundenen türkischen Jugendlichen auf südkoreanische Touristen „verständlich“ seien, und erklärte gegenüber der türkischen Zeitung Hürriyet: „Was ist überhaupt der Unterschied zwischen einem Koreaner und einem Chinesen? Beide haben Schlitzaugen. Macht das einen Unterschied?“.

## Militärbeziehungen
Die Zusammenarbeit der Türkei mit China bei der gemeinsamen Entwicklung ballistischer Raketen begann Ende der 1990er Jahre, als Verhandlungen über den Technologietransfer und die Lizenzproduktion des amerikanischen Artillerie-Raketensystems M-270 MLRS in der Türkei scheiterten. Aus der Zusammenarbeit mit China ging das Raketensystem J-600T Yıldırım hervor, welches auf dem chinesischen System B-611 beruht.
Chinesische Flanker nutzten militärische Einrichtungen in Konya, um zwischen dem 20. September und dem 4. Oktober 2010 mit türkischen F-4E Phantoms zu trainieren. US-Beamte befürchteten, dass die Übungen den Chinesen Zugang zu westlicher Technologie und ein Verständnis für die Taktiken der NATO verschaffen würden.

## Diplomatische Standorte
- China hat eine Botschaft in Ankara und ein Generalkonsulat in Istanbul.
- Die Türkei hat eine Botschaft in Peking und Generalkonsulate in Hongkong, Chengdu, Guangzhou und Shanghai.